# 雷诺河畔卡尔代拉拉
雷诺河畔卡尔代拉拉是意大利艾米利亚-罗马涅大区博洛尼亚省的一个市镇，距离大区首府博洛尼亚约10公里。